# Robert Forest
Robert Forest (Tolosa, 16 de novembre de 1961), va ser un ciclista francès que fou professional entre 1984 fins al 1993. Del seu palmarès destaca una etapa al Giro d'Itàlia de 1987.

## Palmarès
- 1983
  - 1r a la Ruta de França
  - 1r al Gran Premi de França
- 1984
  - Vencedor d'una etapa del Gran Premi del Midi Libre
- 1987
  - Vencedor d'una etapa del Giro d'Itàlia
- 1992
  - 1r al Tour de Valclusa
  - Vencedor d'una etapa del Circuit de La Sarthe

### Resultats al Tour de França
- 1985. 16è a la classificació general
- 1986. 35è a la classificació general
- 1987. 38è a la classificació general
- 1989. 75è a la classificació general

### Resultats al Giro d'Itàlia
- 1987. 28è a la classificació general. Vencedor d'una etapa
- 1989. 59è a la classificació general
- 1992. Abandona (12a etapa)

### Resultats a la Volta a Espanya
- 1990. 102è a la classificació general